# 1765 au Québec
Cet article traite des événements survenus en 1765 au Québec. 

## Événements

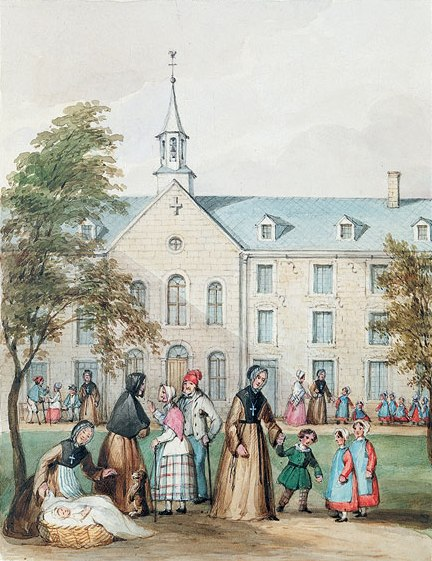
Les Sœurs Grises près de l'ancien hôpital général à Montréal

- 18 mai : un incendie détruit une centaine d'habitations à Montréal[1] dont l'Ancien hôpital général de Montréal.
- Mai : Élection de la 4e assemblée générale de la Nouvelle-Écosse.
- Recensement du Gouvernement des Trois-Rivières et du Gouvernement de Montréal[2].
- Les « Quebec pedlars », nommés ainsi par dérision par leur concurrents de la Compagnie de la Baie d'Hudson, tiennent le commerce des peaux sur les rives du lac Winnipeg, le cours inférieur de la Saskatchewan et de l’Assiniboine.
- Achat par Marguerite d'Youville de la seigneurie de Châteauguay.
- Le Stamp Act (1765), crée une grande insatisfaction dans les colonies américaines. Cette loi ne sera finalement pas appliquée.
- 6 décembre : Tension entre les marchands anglais et les militaires. Le juge et marchand Thomas Walker est tabassé par des militaires[3].
- Établissement d'une Réserve indienne pour les Malécites au nord du Fleuve Saint-Jean dans le Nouveau-Brunswick actuel.
- Tenue de la plus ancienne foire agricole au Canada à Fort Edward en Nouvelle-Écosse.

## Naissances
- 15 mai : Dominique Ducharme (officier), coureur des bois.
- 25 juillet : Bonaventure Panet, homme politique.
- 15 septembre : Jacques Archambault (agriculteur, militaire et homme politique) († 31 décembre 1851)
- 10 octobre : Nicolas-Gaspard Boisseau, homme politique.
- James Kempt, gouverneur.

## Décès
- Claude-Godefroi Coquart, missionnaire.
- Joseph Brossard, résistant acadien.
- 4 juin : Louis-Joseph de Beaussier de l'Isle, officier de marine (° 15 mars 1701).